# 케베 옐름

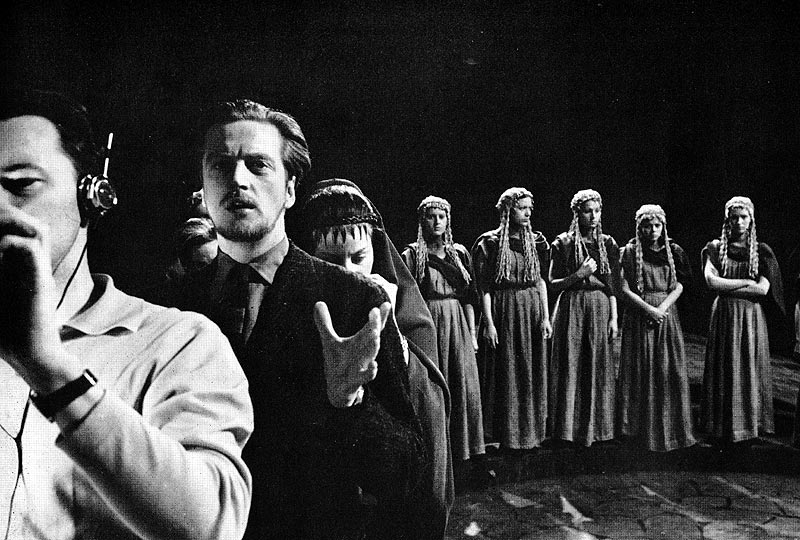

칼 에베르트 "케베" 옐름(스웨덴어: Karl Evert "Keve" Hjelm, 1922년 6월 23일 ~ 2004년 2월 3일)은 스웨덴의 영화 감독, 배우이다.
스톡홀름에서 사망하였다. 사인은 전립선암이다.

## 영화
- 최선의 의도 (1992년)
- 잊혀진 영웅 와렌버그 (1985년)
- 패니 힐 (1968년)
- 나이트 게임 (1966년)
- 콜펜 마을에서 생긴 일 (1963년)